# Liochthonius brevis
Liochthonius brevis är en kvalsterart som först beskrevs av Michael 1888.  Liochthonius brevis ingår i släktet Liochthonius och familjen Brachychthoniidae. Arten är reproducerande i Sverige. Inga underarter finns listade i Catalogue of Life.